# Platymantis pseudodorsalis
Platymantis pseudodorsalis es una especie  de anfibios de la familia Ceratobatrachidae.

## Distribución geográfica
Es endémica de Luzón (Filipinas).

## Estado de conservación
Se encuentra amenazada por la pérdida de su hábitat natural.